# Tonio
Tonio és una pel·lícula tragèdica neerlandesa del 2016 dirigida per Paula van der Oest. Es basa en el llibre homònim d'A.F. Th. van der Heijden. Va ser seleccionada com a entrada holandesa a la Òscar a la millor pel·lícula de parla no anglesa als 89è Premis de l'Acadèmia, però no va ser nominada. La pel·lícula, sí, però, que va guanyar el premi Pearl al festival Film by the Sea als Països Baixos el 2017.

## Elenc
- Chris Peters
- Pierre Bokma
- Rifka Lodeizen
- Henri García
- Stefanie van Leersum